# Мухаммед Багрі
Мохаммад Багрі́ (1960 або 1961 , Тегеран, Імперська Держава Іран  — 13 червня 2025 , Тегеран ) — командувач Корпусу вартових Ісламської революції Ірану, Багрі займав найвищу військову посаду в Ірані, начальника штабу збройних сил Ірану , мав звання генерал-майора іранської армії.

## Військова кар'єра
У 1980 році вступив до Революційної гвардії.  Багрі — експерт із військової розвідки часів ірано-іракської війни 
Мухаммад Баґрі та інші командири, зокрема Мухаммад Алі Джафарі, Алі Фадаві та Голам Алі Рашид, є членами групи, визначеної Американським інститутом підприємництва (AEI) як мережа командування Революційної гвардії. Згідно з проєктом AEI Critical Threats Project, група «домінує у вищих лавах іранської армії та контролює планування, операції, розвідку, таємні та нерегулярні військові операції та внутрішню безпеку».  28 червня 2016 року він отримав підвищення зі своєї попередньої посади заступника начальника штабу з розвідки та операцій у Генеральному штабі , замінивши Хасана Фірозабаді.

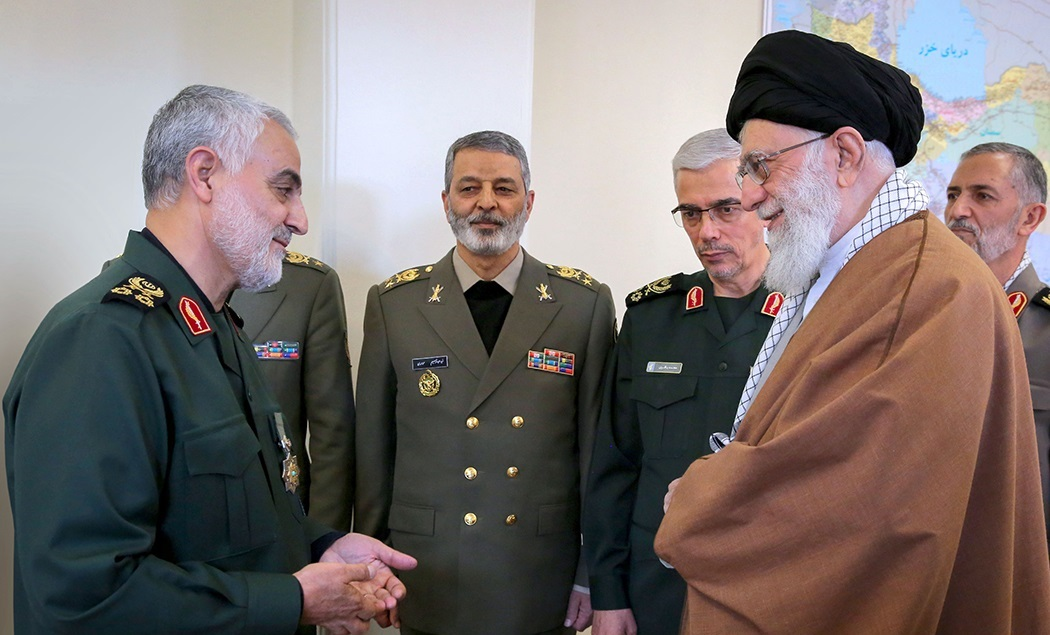
Багрі з Касемом Сулеймані та аятолою Алі Хаменеї 11 березня 2019 року

У жовтні 2017 року він відвідав іранські сили в провінції Алеппо на півночі Сирії. 
У лютому 2022 року, за даними Reuters, Багрі оголосив, що Іран продовжить розвивати свою програму балістичних ракет як «за кількістю, так і за якістю». 
21 жовтня 2022 року  прес-релізі Білого дому стверджувалося, що іранські солдати знаходяться в Криму та допомагають Росії здійснити атаки безпілотниками Шахед-136. 
3 грудня 2023 року начальник Генерального штабу збройних сил Ірану генерал-майор Мохаммад Багрі натякнув під час зустрічей у Багдаді, що Іран може бути безпосередньо причетним до цієї ескалації зі Сполученими Штатами, щоб підтримати зусилля з вигнання американських сил. 
У квітні 2024 року після нападу ізраїльських ВПС на консульство Ірану в Дамаску 1 квітня та вбивства Мохаммада Рези Захеді. Багрі погрожував Ізраїлю, заявивши, що «ми визначимо час нападу на Ізраїль».

## Особисте життя
Мав ступінь доктора філософії в політичній географії та, як повідомляється, викладав в Національному університеті оборони Ірану. 
Його старший брат, Хасан Багрі, був командувачем в ірано-іракській війні.

## Санкції
8 квітня 2019 року Сполучені Штати визнали Іранську революційну гвардію іноземною терористичною організацією.  Прем'єр-міністр Ізраїлю Біньямін Нетаньяху негайно подякував Трампу у Twitter. «Ми вважаємо солдат Сполучених Штатів у Західній Азії терористами, і якщо вони зроблять хоч щось, ми будемо рішуче протистояти їм», — сказав Мухаммад Багрі. 
Схвалено британським урядом у 2022 році щодо російсько-української війни. 
У вересні 2022 року, після жорстоких в Ірані репресій проти демонстрантів під час демонстрацій Маші Аміні, Мохаммед Багрі потрапив під санкції Сполучених Штатів і Канади.
Навіть під час демонстрацій в Ірані після смерті «Махаси Аміні» у 2022 році Мухаммад Багрі подбав про розгін демонстрацій і подбав про те, щоб усунути якомога більше противників іранського режиму.

## Смерть
Загинув 13 червня 2025 року внаслідок операції Ізраїлю «Висхідний лев».